# آنتی‌بیوتیک پلی‌پپتید
آنتی‌بیوتیک‌های پلی‌پپتید یا پلی‌پپتیدی کلاس شیمیایی از آنتی‌بیوتیک‌ها و آنتی تومورها هستند که حاوی زنجیر پلی‌پپتیدی غیر پروتئینی می‌باشند. نمونه‌هایی از این کلاس شامل اکتینومایسین، باسیتراسین، کولیستین و پلی میکسین B است. اکتینومایسین-D در شیمی درمانی سرطان کاربرد دارد. اکثر آنتی‌بیوتیک‌های پلی‌پپتیدی برای تجویز سیستمیک بسیار سمی هستند، اما می‌توانند به راحتی به شکل موضعی بر روی پوست به عنوان ضد عفونی کننده بریدگی و سایش سطحی تجویز شوند.
اعتقاد بر این است که اکتینومایسین-D با اتصال به DNA و مهار سنتز RNA، اثرات سمیت سلولی (سیتوتوکسین) خود را ایجاد می‌کند. تصور می‌شود مکانیسم اثر سایر آنتی‌بیوتیک‌های پلی‌پپتیدی به تأثیر آن‌ها بر غشای باکتری‌ها مربوط می‌شود، اما جزئیات آن تا حد زیادی ناشناخته است.
مطالعات حیوانی نشان داده‌است که اکتینومایسین-D برای پوست خورنده است، برای چشم و مخاط دستگاه تنفسی تحریک کننده است و به شکل خوراکی بسیار سمی است. همچنین مشخص شده‌است که این ماده سرطان‌زا، جهش‌زا، مضر برای جنین و تراتوژن است. عوارض جانبی سایر آنتی‌بیوتیک‌های پلی پپتید شامل آسیب کلیه و عصبی هنگام تزریق است.